# Watauga (Texas)
Watauga város az USA Texas államában, Tarrant megyében. Lakosainak száma 23 650 fő (2020. április 1.).

## Népesség
A település népességének változása:

| 2010 | 23 497 |
| 2020 | 23 650 |